# Boestofte
Boestofte ist eine dänische Ortschaft mit 236 Einwohnern (Stand 1. Januar 2023). Die Ortschaft liegt im Kirchspiel Havnelev (Havnelev Sogn), das bis 1970 zur Harde Stevns Herred im damaligen Præstø Amt gehörte. Mit der Auflösung der Hardenstruktur wurde das Kirchspiel in die Stevns Kommune im damaligen Storstrøms Amt aufgenommen, die Kommune wiederum ging mit der Kommunalreform zum 1. Januar 2007 in der erweiterten Stevns Kommune in der Region Sjælland auf. 
Boestofte liegt etwa vier Kilometer nordwestlich von Rødvig und etwa fünf Kilometer südwestlich von Store Heddinge.
Durch Erweiterung der bebauten Fläche hatte die Ortschaft im Januar 2010 erstmals mehr als 200 Einwohner und wird seitdem von Danmarks Statistik in der Tabelle für Ortschaften geführt.